# Danza de la muerte (Hrastovlje)

La Danza de la muerte es un importante fresco gótico de la Iglesia de la Santa Trinidad (Hrastovlje, Eslovenia). Uno de los monumentos más destacados de la pintura mural medieval en Eslovenia. Pintado en 1490 por el pintor esloveno Janez iz Kastva y algunos de sus ayudantes. El fresco fue descubierto en 1951 por Jože Pohlen.

## Descripción
El fresco muestra una serie de esqueletos que caminan en procesión, acompañando a representantes de las distintas clases sociales hacia la tumba, donde una figura de la Muerte aguarda, representada también como esqueleto en un trono. Los personajes son: un papa, un rey, una reina, un cardenal, un obispo, un monje, un comerciante, un caballero, un mendigo y un bebé.

## Tema
El tema del fresco es la muerte, que ninguno puede evitar ni por su posición social ni por su edad, no se la puede corromper, es inexorable e implacable.
La danza macabra es un género literario y figurativo muy popular al final de la Baja Edad Media que se proyectó a lo largo de las Edades Moderna y Contemporánea coincidiendo con periodos de graves crisis demográficas. Examinada en su conjunto, es una gran sátira social que contempla la Muerte como elemento unificador de toda la humanidad, con independencia de cualquier tipo de escala económica, estamento o grupo social.

## Motivo iconográfico
El motivo iconográfico de la danza de la muerte es poco frecuente en la pintura mural medieval. Surge a principios del siglo XV y en el siglo siguiente desaparece. Según R. Hammerstein habría dos tipos fundamentales en la representación del mismo motivo, el antiguo francés en forma de baile en rueda y otro llamado de Basilea caracterizado por figuras agrupadas a pares.¹ El fresco de Hrastovlje formaría parte del último, pero con algunas características especiales dado el infujo de la pintura italiana.